# Головченко, Владимир Терентьевич
Владимир Терентьевич Головченко (1921—1945) — участник Великой Отечественной войны, командир взвода 220-й отдельной танковой бригады 5-й ударной армии 1-го Белорусского фронта, старший лейтенант. Герой Советского Союза.

## Биография
Родился 16 ноября 1921 года в с. Степковка, ныне Первомайского района Николаевской области Украины, в семье крестьянина. Украинец.
В 1941 году окончил техникум механизации сельского хозяйства в Кировограде.
В Красной Армии с июня 1941 года, в том же году окончил курсы младших воентехников. В боях Великой Отечественной войны с мая 1942 года. Член ВКП(б)/КПСС с 1944 года.
Командир взвода 220-й отдельной танковой бригады старший лейтенант Владимир Головченко отличился 22 марта 1945 года в бою за расширение плацдарма на левом берегу реки Одер в 8 км западнее г. Кюстрин (Польша). Взвод под его командованием вклинился в оборону противника. Танк Головченко был подбит, а сам он контужен. Несмотря на контузию, он перешёл в другой танк, ворвался в опорный пункт, уничтожив при этом батарею противника и до взвода гитлеровцев. Когда и этот танк был подожжён, а механик-водитель убит, продолжал выполнять боевую задачу. Головченко погиб в этом бою.
Похоронен в польском городе Дембно.

## Награды
- Звание Героя Советского Союза присвоено 31 мая 1945 года посмертно.
- Награждён орденами Ленина, Александра Невского, Отечественной войны 1 степени и Красной Звезды, а также медалью «За оборону Ленинграда».

## Память
- В Кировограде на здании техникума механизации сельского хозяйства к 65-летию Победы установлены три мемориальные доски Героям Советского Союза, среди которых есть Владимир Головченко[1].